# Chloephaga hybrida
La caranca (Chloephaga hybrida), también conocida como cauquén marino, cauquén caranca, cague, cauquén costero o cauquén blanco, es una especie de ave de la familia Anatidae, donde se agrupa con otros cuatro representantes del género: Chloephaga (Chloephaga picta), canquén colorado (Chloephaga rubidiceps), canquén (Chloephaga poliocephala) y el piuquén (Chloephaga melanoptera). Esta especie habita en el extremo sur de Sudamérica, reconociéndose dos subespecies: Chloephaga hybrida hybrida que habita en Chile y Argentina, y Chloephaga hybrida malvinarum que habita en islas Malvinas.

## Características
Esta especie presenta dimorfismo sexual en la etapa adulta es decir que el macho es diferente de la hembra. Los machos son de plumaje completamente blanco lo que hace resaltar el pico negro y las patas amarillo-anaranjadas. Las hembras tienen el plumaje negro en la mayor parte del cuerpo con la cola blanca y la corona de la cabeza color café, el pecho es jaspeado con plumas de color negro y blanco, el pico es de color rosa tenue y las patas son amarillo-anaranjadas al igual que las del macho.
En etapas inmaduras, las hembras y machos tienen el plumaje muy similar, con el tiempo los machos comienzan a adquirir manchas de color blanco en su cabeza, las que aparecerán en todo el cuerpo de manera progresiva hasta dejarlo completamente blanco. Los machos sub-adultos son blancos con diferentes grado de negro en el cuerpo.
Los adultos miden entre 55 a 65 cm de longitud y el peso varía de 2 a 2,5 kilogramos, siendo los machos ligeramente más grandes que las hembras.

## Reproducción
La madurez sexual de la especie es alcanzada por machos y hembras a los tres años de vida.
Estas aves comienzan a reproducirse entre los meses de septiembre y octubre, cuando comienza a llegar la primavera y el buen tiempo. El nido, el cual es construido de pastos y plumón principalmente, es montado entre la vegetación del suelo en los sitios rocosos.
La hembra coloca de 3 a 7 huevos por temporada, los cuales son incubados por la hembra durante un periodo aproximado de 30 días, mientras el macho permanece cerca.

## Conducta
Por lo general es una especie muy sedentaria que acostumbra a vivir en parejas o en pequeños grupos familiares. Es en invierno cuando se reúnen en grupos pequeños de los mismos ejemplares.
La mayor parte del tiempo se encuentra en estado de alerta, forrajeando gramíneas y descansando, al ser aves territoriales el vuelo no es una de las actividades más importantes si las condiciones del territorio son favorecedoras.

## Hábitat
La especie muestra gran selectividad para habitar los territorios, se le encuentra sin excepción en el litoral costero donde se alimenta y reproduce.
Su preferencia es por los ambientes rocosos y pedregosos, donde haya gran abundancia y cobertura de algas, ambientes que normalmente se encuentran expuestos a fuertes vientos y marejadas. Las playas arenosas quedan fuera de su preferencia.

## Alimentación
Su alimentación se basa principalmente en algas de los géneros Ulva, Porphyhra y Enteromorpha, y de algunas gramíneas como: Agrostis stolonifera, Holcus lanatus, Poa annua y Eleocharis spp. Muy ocasionalmente ingiere moluscos y crustáceos.

## Distribución geográfica
La distribución de esta especie se ve influenciada por la abundancia del alimento en el sector.
Esta especie se localiza en el extremo sur de Sudamérica, encontrándose de forma nativa en Chile y Argentina. En Chile se distribuye desde la Región de los Ríos hasta la Región de Magallanes y Antártica Chilena, habitando específicamente desde Chiloé hasta Cabo de Hornos. En la costa atlántica se encuentra en las Islas Malvinas.

## Tamaño de la población
En Chile no hay estudios sobre la abundancia ni tendencias poblacionales de esta especie, sin embargo Wetland International (2015) estima que hay un tamaño poblacional global máximo de entre 25.000 y 100.000 individuos con una tendencia poblacional estable.
La caranca se encuentra con mayor abundancia y frecuencia en la Región de Magallanes y Antártica Chilena, que en las demás regiones.

## Amenazas de la especie
Se presume que la escasa presencia de la especie en algunos lugares se debería al intenso desarrollo de la actividad acuícola, específicamente al cultivo de salmones, y al frecuente tráfico de sus embarcaciones en el Sur de Chile. Además la especie es cazada y capturada de manera constante y no controlada para el consumo en las caletas.
Una posible amenaza para esta especie sería la presencia del visón (Neovison vison). Diversos estudios señalan que el visón afecta de manera negativa el éxito de reproducción de otras especies de aves acuáticas las cuales hacen sus nidos en las costas rocosas tal cual lo hace la caranca. El quetru no volador (Tachyeres pteneres), quien comparte hábitat con la caranca, tiene una tasa de éxito reproductivo muy baja debido a que sus nidos son en gran parte depredados por el visón.
Los riesgos de la especie también pueden derivar de la inexistencia de áreas marinas protegidas en la región de Aysén, de la dificultad de control y fiscalización por lo extenso y ramificado de los sectores insulares, por la falta de medidas de suavizar y compensar el impacto de la acuicultura sobre el borde litoral y sobre las aves litorales, y finalmente, la especie no se encuentra catalogada y en consecuencia los estudios ambientales no hacen referencia especial a ella.

## Subespecies
Hay dos subespecies de caranca:
- Chloephaga hybrida hybrida - Sur de Sudamérica
- Chloephaga hybrida malvinarum - Islas Malvinas